# Vladimír Rýpar
Vladimír Rýpar (18. listopadu 1903 ve Vizovicích – 3. října 1969 v Praze) byl český novinář a redaktor.

## Život
Vladimír Rýpar byl redaktorem časopisu Pestrý týden, který byl v roce 1945 přeměněn v časopis Svět v obrazech. V roce 1955 se stal šéfredaktorem tohoto časopisu a tuto funkci vykonával až do roku 1968. Úzce spolupracoval například s fotografem Karlem Hájkem. Redigoval obrazové publikace pro nakladatelství Orbis. V padesátých letech otiskl také své teoretické práce o novinářské fotografii. Sám rovněž fotografoval, pořídil například fotoreportáž o stavbě Nové huti Klementa Gottwalda v Ostravě. Otištěny byly i jeho fotografie ze zahraničních cest.

## Publikace (výběr)
- 1946 Norimberk : zločin a soud, fotografie Karel Hájek a další
- 1947 První jaro dvouletky
- 1948 Jan Masaryk ve fotografii
- 1949 Klement Gottwald ve fotografii
- 1961 Leningradská symfonie